# Симена
Симена — древний ликийский город. Наполовину затопленные руины города находятся недалеко от села Учаыз в регионе Анталья.

## История
Город Симена основан на берегу залива Кекова в V веке до н. э. и благодаря удобному порту считался одной из любимых моряками гаванью.
Во II веке в период катаклизмов и тектонических толчков гор Тавр регион потерял свою высоту над уровнем моря. Часть города ушла под воду, а оставшаяся часть была покинута жителями.
Современная Симена представляет собой деревню с населением не более 80 человек. Основные занятия местных жителей: сельское хозяйство, рыбная ловля, туризм. В деревне есть начальная школа, нет гостиниц, но есть небольшие частные пансионаты.
В 2009 году практически до самой Симены была протянута бетонная дорога от Учаыз.

## Достопримечательности
Главная достопримечательность Симены — холм с руинами ликийской крепости иоаннитов, перешедшей впоследствии от Византийской империи к Османской. Крепость находится на самой высокой точке, откуда открывается потрясающий вид на окрестности: Аперлаи, Кекову, Учаыз и пролив. Крепость была призвана охранять подходы к городам с моря. Крепость охраняется министерством культуры и туризма Турции. Эта крепость (kale) дала нынешнее название посёлку — Калекёй.
В крепости находится ещё одна интересная достопримечательность Симены — театр на 150 человек, построенный из неотёсанного камня. Это самый маленький известный театр ликийской эпохи.
Сохранились уникальные ликийские гробницы, высеченные в скалах, а также саркофаги с крышками в виде перевёрнутых лодок (ликийцы, будучи заядлыми моряками, верили, что и после смерти смогут заниматься любимым делом). У берега расположены остатки античных бань. Остальная часть древнего города затоплена. Наполовину погружённый в воду саркофаг является одной из наиболее часто фотографируемых достопримечательностей Симены.